# الركة (الجميمة)

تعديل مصدري - تعديل

الركة هي إحدى قرى عزلة جفنة بمديرية الجميمة التابعة لمحافظة حجة، بلغ تعداد سكانها 190 نسمة حسب تعداد اليمن لعام 2004.